# Єткуль
Єткуль — село в Челябінській області, адміністративний центр Єткульського району, за 42 км на південь від Челябінська, за 20 км від залізничної станції Єманжелинка.
Населення більш як 6 тис. осіб. Входить до складу агломерації Великий Челябінськ.
Розташоване на західному березі озера Єткуль.

## Походження назви
Назва фортеці походить від антропоніма Еткол (башк. Этҡол — «собака-помічник»), що несе відбиток древнього башкирського культу собаки, яку вважали заступницею новонародженого.
У джерелах XVIII ст. фортеця називається Іткуль, Єткуль, Иткуль. У російській мові назву переосмислено за аналогією з численними південноуральськими топонімами типу Чебаркуль , Карагайкуль тощо  -куль  означає «озеро».

## Історія
Єткульська фортеця з'явилася на башкирській землі в 1736 році як військовий транзитний і одночасно сторожовий пункт.
Фортеця була заснована за згодою башкирського тархана Таймаса Шаїмова, власника землі на якій планувалося будівництво
За це імператриця Анна Іванівна нагородила Шаїмова шаблею, а місцевих башкирів звільнила від податкового обкладення.

## Населення
| 1970  | 1979  | 1989  | 2002  | 2010  | 2011  | 2012  |
| ----- | ----- | ----- | ----- | ----- | ----- | ----- |
| 4312  | ↗5358 | ↗5689 | ↗6208 | ↗6760 | ↗6762 | ↗6802 |
| 2013  | 2014  | 2015  | 2016  | 2017  |       |       |
| ↘6717 | ↘6706 | ↘6703 | ↗6731 | ↗6740 |       |       |